# 御木幽石
御木 幽石（みき ゆうせき、本名：御木 出（みき いずる）、1966年8月20日 - ）は、日本の書家、和体書デザイナー。
かわいらしい絵の墨彩画の作品で知られる。

## 略歴
福岡県北九州市に生まれた。中学時代より油絵を始める。 高校入学後に山口蝸牛に師事し、書に転向。
大学卒業後はデザイン分野に活動を広げ、パッケージや酒ラベル、CDジャケット、ポスター等の筆文字を揮毫。現在は北九州市にアトリエ「転心庵」を設け、活動中。
かわいらしい絵の墨彩画の作品とそこに描かれる詩などで多くのファンを集め、全国各地で個展を開いている。

## 出演

### テレビ
- テレビ朝日『第2弾放送決定!! 心にグッとくる名言集「魔法のコトバ」』（2008/6/1）※VTR出演

## 著書
- 地蔵さんの言うとーり（木耳社）
- 達者でくらせよお（木耳社）
- 楽しい和風年賀状（木耳社）